# جو بارسی
جو بارسی (به انگلیسی: Joe Barresi) یک تهیه‌کننده موسیقی اهل ایالات متحده آمریکا است.وی به عنوان تهیه‌کننده در آلبوم‌هایی از آپوکالیپتیکا،تول،کوئینز آو د استون ایج و ملوینز فعالیت کرده است.متن صفحه.